# HAT-P-9b
HAT-P-9b هو كوكب خارج المجموعة الشمسية مؤكد يقع على بعد 1560 سنة ضوئية تقريباً في كوكبة ممسك الأعنة حول النجم HAT-P-9. اكتشف الكوكب باستخدام طريقة العبور في 26 يونيو 2008. للكوكب كتلة تقارب 78٪ كتلة مشترية ونصف قطرة يقارب 1.4 نصف قطر مشتري. وكما هو الحال مع معظم الكواكب العابرة، فأن هذا الكوكب من فئة المشتريات الحارة وهذا يعني أن الكوكب مشابة لكوكب المشتري في مدار قريب جداً من النجم الأم ويكمل مدارة خلال 3.92 يوم فقظ عند متوسط مسافة مدارية تقدر بنحو 0.0528 وحدة فلكية.